# Bažant malajský
Bažant malajský (Polyplectron malacense) je druh bažanta. Vyskytuje se v Asii na Malajském poloostrově ve vždyzelených nížinných tropických deštných lesích. Nejčastěji žije v nadmořských výškách do 80 m, maximálně do 300 m n. m. Výskyt zasahoval také do jižního Myanmaru a Thajska, ovšem tam byl vyhuben.
Je ohrožen kácením lesů. Od roku 1970 do roku 2018 se plocha jeho výskytu zmenšila o 75 procent. Jeho stavy se odhadují v řádu posledních tisíců jedinců.
Živí se převážně bezobratlými a také výhonky, semeny a bobulemi rostlin. Je dlouhý 40 až 53,5 cm, v případě samic ovšem pouze do 45 cm, samci mají délku přes 50 cm, z čehož až 25 cm připadá na ocasní pera. Dosahuje váhy 0,58 až 0,68 kg.
Co se týká rozmnožování, neví se o tomto druhu příliš věcí. Pravděpodobně je polygamní. Samice snáší většinou 1 vejce, na kterém sama sedí 22 nebo 23 dní.
Samci obývají teritorium o ploše až 60 hektarů.
Bažant malajský patří stejně jako bažant palavánský, bažant horský či bažant paví mezi tzv. paví bažanty, čemuž odpovídá jeho zbarvení.

## Chov v zoo
Tento druh bažanta patří mezi vzácně chované druhy. V rámci Evropy jej v srpnu 2019 chovalo jen pět zoo. Kromě jedné zoo v Německu, Španělsku, Polsku a Spojeném království se jednalo také o Zoo Praha v Česku.
V roce 2019 byla Zoo Praha jedinou evropskou zoo, kde se podařil odchov, a jednou ze dvou na celém světě.

### Chov v Zoo Praha
Chov započal v roce 1992 z Chleb na Nymbursku, z chovu, který předcházel později vzniklé Zoo Chleby. Tehdy byl dovezen pár, který v pražské zoo žil po dobu deseti let. Chov od té doby pokračuje bez přerušení. První mláďata se podařilo odchovat v roce 1995. Do roku 2012 včetně se vylíhlo 58 mláďat. V průběhu roku 2018 bylo odchováno jedno mládě. Na konci roku 2018 Zoo Praha chovala čtyři jedince. V dubnu, červnu a červenci 2019 se vylíhlo po jednom mláděti tohoto druhu bažanta. Červencové mládě bylo 62. mládě v historii chovu. Nakonec se v roce 2019 podařilo odchovat rekordní čtyři mláďata. Další mládě přišlo na svět v srpnu 2020.
Tento druh je k vidění v dolní části zoo v tzv. bažantnici.